# Communauté de communes Larzac et Vallées
Die Communauté de communes Larzac et Vallées ist ein französischer Gemeindeverband mit der Rechtsform einer Communauté de communes im Département Aveyron in der Region Okzitanien. Sie wurde am 13. Dezember 2004 gegründet und umfasst 16 Gemeinden. Der Verwaltungssitz befindet sich im Ort Cornus.

## Mitgliedsgemeinden
| Gemeinde                                 | Einwohner 1. Januar 2022 | Fläche km² | Dichte Einw./km² | Code INSEE | Postleitzahl |
| ---------------------------------------- | ------------------------ | ---------- | ---------------- | ---------- | ------------ |
| Cornus                                   | 513                      | 92,74      | 6                | 12077      | 12540        |
| Fondamente                               | 335                      | 50,58      | 7                | 12155      | 12540        |
| L’Hospitalet-du-Larzac                   | 344                      | 12,40      | 28               | 12115      | 12230        |
| La Bastide-Pradines                      | 120                      | 20,56      | 6                | 12022      | 12490        |
| La Cavalerie                             | 2.208                    | 40,56      | 54               | 12063      | 12230        |
| La Couvertoirade                         | 200                      | 61,91      | 3                | 12082      | 12230        |
| Lapanouse-de-Cernon                      | 121                      | 22,87      | 5                | 12122      | 12230        |
| Le Clapier                               | 88                       | 19,60      | 4                | 12067      | 12540        |
| Marnhagues-et-Latour                     | 144                      | 21,92      | 7                | 12139      | 12540        |
| Nant                                     | 1.017                    | 109,40     | 9                | 12168      | 12230        |
| Saint-Beaulize                           | 100                      | 19,97      | 5                | 12212      | 12540        |
| Saint-Jean-du-Bruel                      | 665                      | 37,23      | 18               | 12231      | 12230        |
| Saint-Jean-et-Saint-Paul                 | 284                      | 37,91      | 7                | 12232      | 12250        |
| Sainte-Eulalie-de-Cernon                 | 321                      | 46,35      | 7                | 12220      | 12230        |
| Sauclières                               | 182                      | 38,81      | 5                | 12260      | 12230        |
| Viala-du-Pas-de-Jaux                     | 88                       | 18,95      | 5                | 12295      | 12250        |
| Communauté de communes Larzac et Vallées | 6.730                    | 651,76     | 10               | –          | –            |